# Stefan Skrzydło
Stefan Skrzydło (ur. 13 maja 1920 w Sosnowcu, zm. 17 lipca 2001 tamże) – polski działacz partyjny i państwowy, przewodniczący Prezydium Miejskiej Rady Narodowej w Sosnowcu (1957–1969).

## Życiorys
Urodził się jako najstarszy spośród ośmiorga rodzeństwa w ubogiej rodzinie Wincentego i Heleny z domu Bargieły. W 1934 ukończył szkołę powszechną, pod koniec lat 30. Miejską Szkołę Handlową w Katowicach. W latach 50. ukończył także zaocznie technikum górnicze, a później studia administracyjne na Uniwersytecie Jagiellońskim. Od czternastego roku życia pracował jako pomocnik malarza, w młodości działał w Organizacji Młodzieży Towarzystwa Uniwersytetu Robotniczego i Czerwonym Harcerstwie. W czasie II wojny światowej związany z konspiracją skupioną wokół Polskiej Partii Socjalistycznej, w tym w Gwardię Ludową PPS-WRN, być może należał też do samej partii. Od 1940 pracował jako robotnik w Osthutte w Sosnowcu, pod pseudonimem „Smyk” był plutonowym grupy dywersyjnej w zakładzie pracy.
Po wojnie był kolejno pełnomocnikiem ds. reformy rolnej i akcji siewnej na powiat bytomski (od lutego 1945), akwizytorem i kontrolerem w przedsiębiorstwie ochroniarskim Oculus (1945–1946), referentem ds. samorządu w biurze Konwentu Robotniczego Polskiej Partii Socjalistycznej w Katowicach (1946–1947) oraz I sekretarzem wojewódzkiego Komitetu OM TUR tamże (1947–1948). Uczestniczył w kongresie scaleniowym OM TUR, po którym został wiceprzewodniczącym wojewódzkim Związku Młodzieży Polskiej (1948–1950). Działacz PPS i Polskiej Zjednoczonej Partii Robotniczej; delegat na zjazd zjednoczeniowy, a następnie III i IV zjazd PZPR, a także członek egzekutywy Komitetu Miejskiego PZPR w Sosnowcu i członek plenum Komitetu Wojewódzkiego PZPR w Katowicach. W 1950 został kierownikiem ośrodka kolonijnego PSS „Społem”, a następnie szefem działu kadr w Kopalni Węgla Kamiennego Sosnowiec. W 1952 objął funkcję dyspozytora kopalni Milowice, zaś w 1954 wicedyrektora ds. administracyjno-handlowych w KWK Niwka-Modrzejów.
Od 7 sierpnia 1957 do 14 kwietnia 1969 przez trzy kadencje przewodniczył Miejskiej Rady Narodowej w Sosnowcu. W tym okresie nastąpiła znaczna rozbudowa miasta, a także zwiększyła się niemal o połowę liczba mieszkańców. Przeszedł następnie do pracy na stanowisku sekretarza Prezydium Wojewódzkiej Rady Narodowej w Katowicach. W latach 1971–1975 kierował Wydziałem Kultury Fizycznej i Turystyki w Urzędzie Wojewódzkim tamże, następnie został wicedyrektorem KWK Sosnowiec. W 1980 przeszedł na emeryturę.
W 1945 ożenił się z Barbarą, mieli dwie córki i syna. Uczestniczył w różnych zawodach sportowych jako amator. 20 lipca 2001 został pochowany na cmentarzu przy parafii św. Tomasza Apostoła w Sosnowcu-Pogoni.

## Odznaczenia i wyróżnienia
Odznaczony Srebrnym Krzyżem Zasługi (1955).